# Hästomnibus

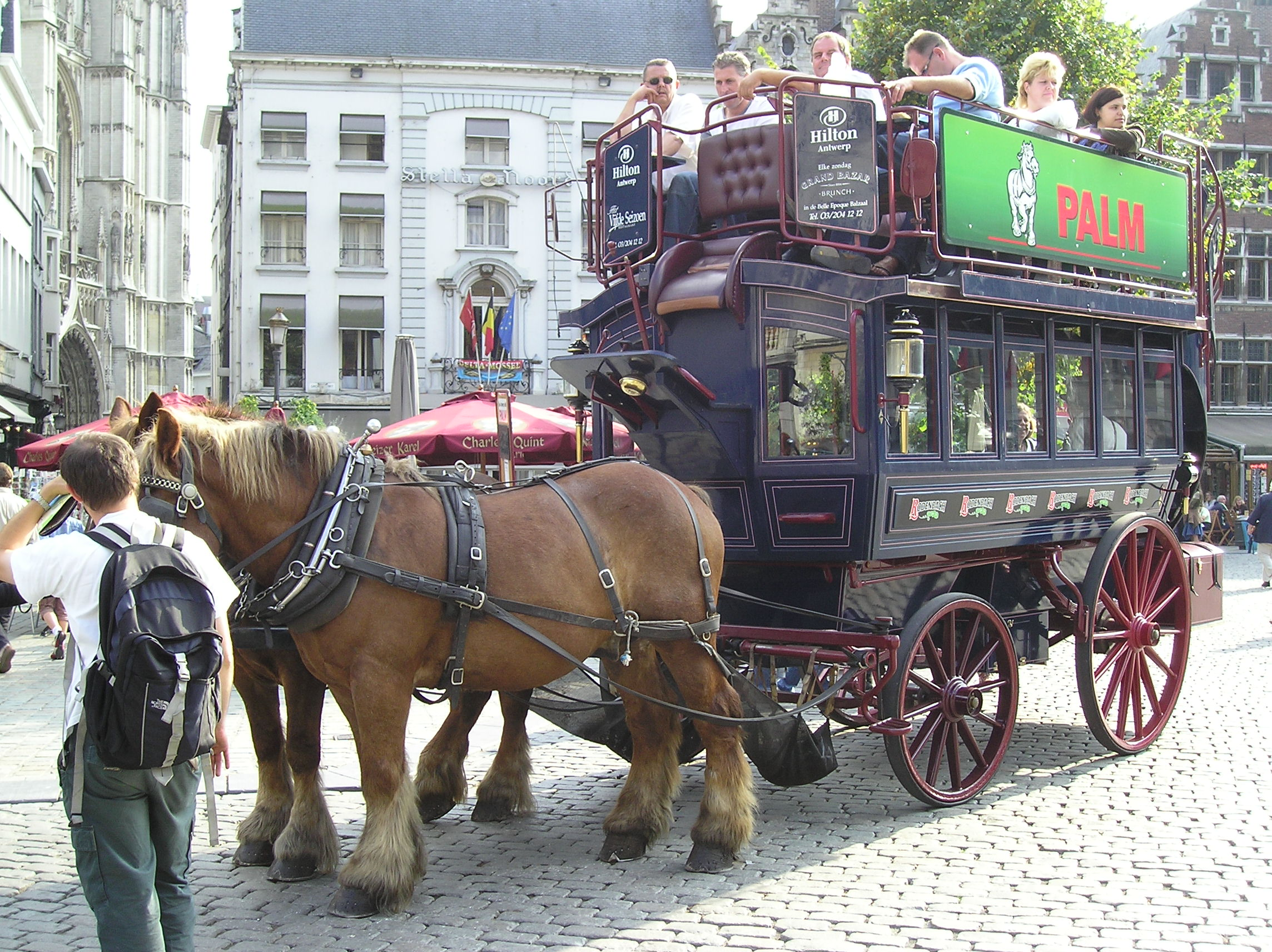
Hästomnibus för turister i Antwerpen.

Hästomnibus var en tidig form av kollektivtrafik som förekom i större städer under 1800-talet. Tidigare hade funnits hyrvagnar utan bestämd linje inne i städer och viss utflyktstrafik runt städerna. De direkta förebilderna för utvecklingen av omnibusen var diligenser som sedan 1500-talet förekom i trafik mellan städerna. I och med omnibusarna uppstod den första linjebundna stadstrafiken till lands.
Trafik med vagnar på linjer enligt tidtabell förekom första gången i Paris 1662, de så kallade "carrosses a cinq sols". Den trafiken lades ned i slutet av 1670-talet och det dröjde därefter mer än hundra år innan idén åter togs upp. I London utvecklades korta lokala diligenslinjer under slutet av 1700-talet till reguljär stadstrafik, s.k. "short stages", som dock inte tilläts ta upp och lämna passagerare inom den centrala staden där hyrvagnarna fram till 1832 ansågs ha monopol. I Paris tillät myndigheterna inte heller någon linjetrafik inom stadsportarna, trots ideliga ansökningar. Här liksom i många växande städer gick dock tät linjetrafik till förorter utanför de gamla stadskärnorna från åtminstone 1810-talet, t.ex. i Wien. I New York gick redan 1811 linjetrafik som var hästbussar till allt utom namnet. 
1825 myntade Stanislas Baudry namnet "Voiture Omnibus" för den trafik han bedrev i Nantes i Frankrike. Enligt en ofta upprepad historia uppkom namnet eftersom vagnen hade station vid en hattmakare Omnes affär vi torget, med en skylt på latin "Omnes Omnibus" (Omnes för alla). Det är dock mycket tveksamt om den historien alls är sann – enligt en samtida uppgift fick Baudry namnet "från en vän". Omnibus blev därefter i alla fall namnet på vagnar "för alla", för allmänhetens transport. 1828 fick Baudry tillstånd att öppna trafik i stor skala inne i Paris med omnibusvagnar, 1829 introducerade George Shillibeer beteckningen i London (från 1832 även inne i centrala staden) och 1830-31 kom den till New York. Det typiska med omnibusvagnarna var invändiga långbänkar och ingång bakifrån. Liknande vagnar hade funnits i trafik bl.a. i London åren runt 1800, då kallade "long-coaches", och de gick på 1820-talet på korta diligenslinjer runt Wien ("Stellwagen"), Paris ("Accelerees"), Manchester ("Bees") samt i Boston och New York ("City Stages"). Det var alltså framför allt den beteckningen "omnibus" som var ny, samt fokuset på trafik inne i städerna snarare än i omgivningarna.  
Invigningen av Olympiska sommarspelen 2012 i London inleddes med att en hästomnibus körde in på arenan med skådespelaren Kenneth Branagh, i rollen som ingenjören Isambard Kingdom Brunel.

## Sverige

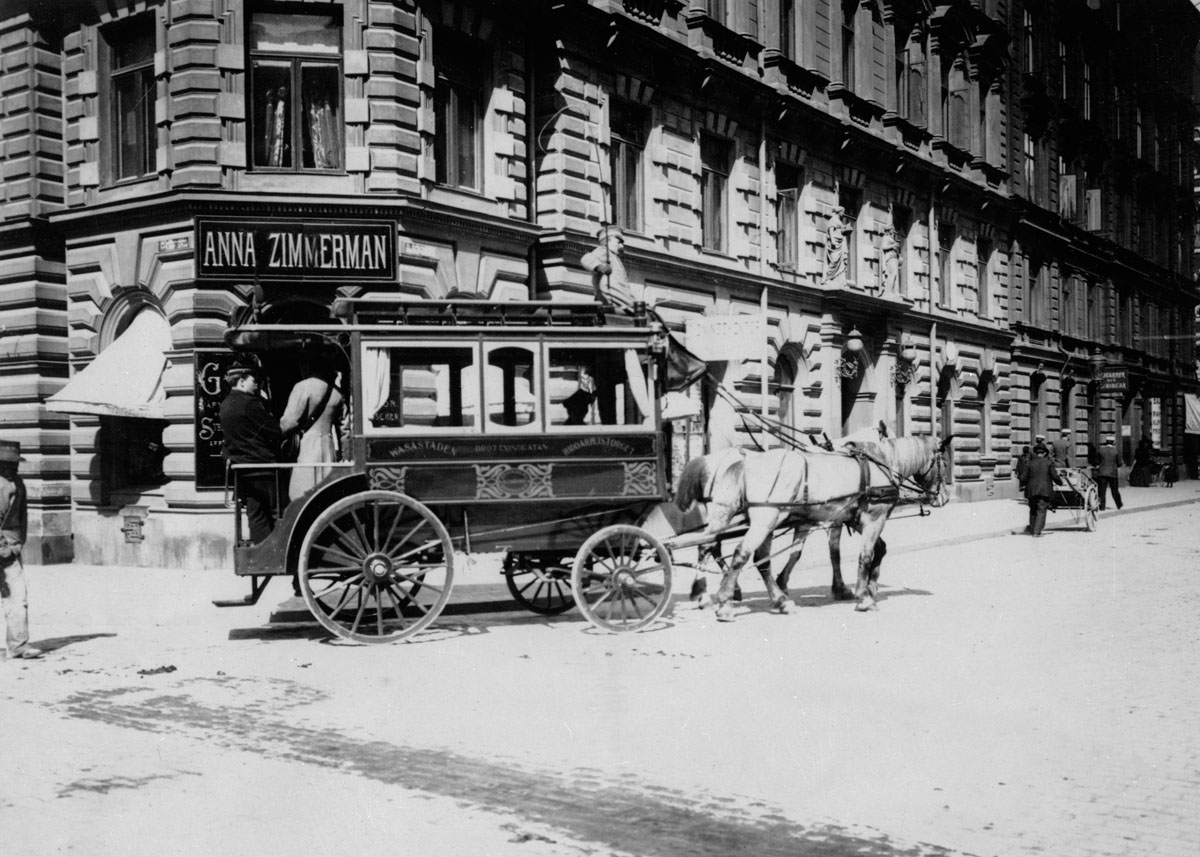
Hästdragen omnibuss i Stockholm 1902.

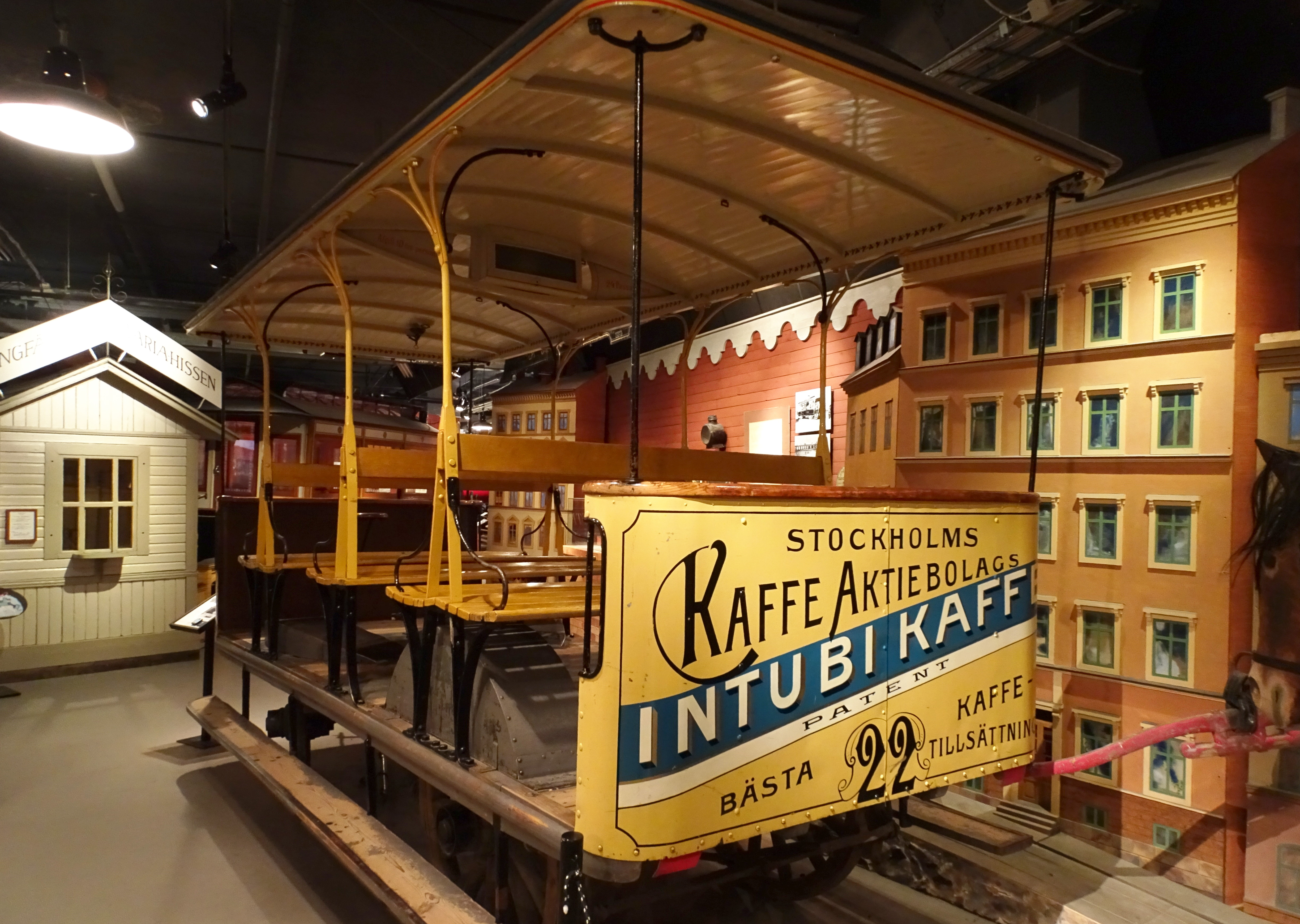
Hästbuss för "Allmänna omnibus AB", vagn 22 från 1891. Finns på Stockholms spårvägsmuseum.

I Stockholm gjordes försök med vagnar på linjer enligt tidtabell redan 1827 och 1831, men det var när omnibusvagnen "Försöket" sattes in på Drottninggatan i slutet av 1835 som hästomnibustrafiken etablerades i Sverige, med modell från Paris. Detta var relativt tidigt, Berlins innerstad fick till exempel inte omnibusar förrän 1837 och Hamburg 1839. Stadstrafiken i Stockholm visade sig föga överraskande svår att få lönsam, men omnibusvagnarna blev vanliga i trafik till Djurgården, Hagaparken m.fl. även om den snart lades ned. 
Från 1853 fanns dock flera omnibusbolag som trafikerade olika linjer inne i Stockholm och till omgivningarna. Viss samtrafik förekom, men något samlat bolag för hela linjenätet bildades aldrig. Det påstås ofta att omnibustrafiken aldrig var populär eftersom järnhjul på dåvarande kullerstensbeläggning gjorde resan obekväm och långsam. Det är en efterhandskonstruktion – för dåtidens stadsbefolkning var trafiken ett stort framsteg. Omnibusarna fick emellertid en tuff konkurrens från ca 1860 genom de många små ångslupar som etablerade färjelinjer i Stockholm, med billigare avgift än bussarna, som bl.a. svarade med att erbjuda takplatser på vagnarna. Att trafiken ändå förblev olönsam berodde främst på den lilla kundkretsen. De som hade råd föredrog en egen droska som kunde köra dem dit de behagade, och den stora massan hade inte råd med något transportmedel alls.
När hästspårväg etablerades i Stockholm från 1877 tillkom ytterligare konkurrens. Förvisso kunde en häst dra fler personer på spår än vad två hästar kunde göra på stenläggningen, vilket gav bättre ekonomi för företagarna, och dessutom en mindre skumpig resa. Eftersom Drottninggatan ansågs för smal för spårväg fortsatte ändå hästomnibustrafik där, från 1887 med nya vagnar som liknade spårvagnarnas form. Omnibustrafiken på Drottninggatan till Vasastaden fortsatte ända till 1898, och återupptogs också en kort tid 1902, då redan de första elektriska spårvagnarna rullade i staden. 
I Sverige förekom hästomnibussar i trafik i bland annat Göteborg från 1837 och senare även i 
Malmö och under kortare perioder även i flera andra svenska städer, bl.a. Helsingborg, Landskrona, Kristianstad, Uddevalla, Kalmar, Jönköping, Örebro, Södertälje, Norrtälje, Eskilstuna, Falun, Gävle och Sundsvall.
I Malmö gick två hästomnibussar dragna av hästar med namnen Odin och Singer. Malmö Omnibus AB startade 1897 på sträckan Fridhem, Rönneholmsvägen, Södra Förstadsgatan, Södra Tullgatan, Gustav Adolfs torg, Södergatan, Stortorget, Södergatan, Gustav Adolfs torg, Davidhallsbron, Regementsgatan, Fridhem. Vid Fridhem höll omnibussarna i nuvarande Ingelstaden, som då hette Omnibusgatan. Trafiken lades ner den 4 augusti 1907 då den gick med förlust. Vagnarna kom från Danmark där de också hade gått med förlust.